# Path of Exile 2
Path of Exile 2 est un jeu vidéo de rôle d'action situé dans un univers de dark fantasy développé et produit par le studio Grinding Gear Games (en) et sorti sur Windows, PlayStation 5 et Xbox Series le 6 décembre 2024 en accès anticipé payant. Il s'agit de la suite de Path of Exile (2013).

## Système de jeu
Comme son prédécesseur, Path of Exile 2 est un action-RPG en vue de dessus. Il introduit un nouveau système de compétences avec un important arbre de compétences, de nouvelles armes, douze classes de personnages, des nouvelles dynamiques de jeu et de déplacements.
Le lancement en accès anticipé comprend six des douze classes prévues. Les joueurs peuvent découvrir la première moitié de la campagne sur deux niveaux de difficulté, suivis d'un système de fin de partie évolué. Les classes restantes seront introduites dans les futures mises à jour.

## Développement
En novembre 2019, Grinding Gear Games a annoncé le second opus, Path of Exile 2, lors de sa conférence Exilecon. Il devait être un contenu additionnel du premier opus, mais une annonce en 2023 a révélé que la suite serait désormais un jeu distinct du Path of Exile original. Cependant, la plupart du contenu acheté via des microtransactions peut être utilisé dans les deux jeux.
Une version bêta de Path of Exile 2 devait initialement sortir fin 2020. Mais le projet a été retardé en raison des confinements liés à la pandémie de Covid-19 en Nouvelle-Zélande, en Chine et dans d'autres régions du monde où se trouvent les sociétés de sous-traitance. Le jeu est sorti en accès anticipé sur Windows, PlayStation 5 et Xbox Series le 6 décembre 2024.

## Anecdotes
Le milliardaire Elon Musk, connu pour jouer à Diablo IV, a annoncé avoir été banni de Path of Exile 2 le 13 décembre 2024 parce qu'un système anti-bot a détecté un nombre trop élevé d’actions par minute pour un joueur.